# شبه زائدة
شبه الزائدة هي الكلمة التي تشتبه بالزائدة من ناحية المبنى غير أنها ليست بزائدة وليس لها معنى بحد ذاتها. مثال ذلك في العربية كلمة ألماس، فهمزتها همزة قطع واللام التي تليها أصلية فليستا للتعريف كما في قولهم «الماس» والصواب الألماس، ويجوز أن يعبر عن كلمة «ماس» باسم الصيغة المعكوسة غير أنه يفضل إطلاق هذه العبارة على الكلمات التي اشتق منها بحذف زوائد حقيقية. مثال آخر هو لفظة «الزهايمر».
ربما أطلق اسم شبه الزائدة على يقال له صيغة التركيب (الصيغة التي تبنى عليها الكلمة للتركيب)، وعلى نصف الزائدة (الكلمة التي تعمل عمل لاصقة) نحو عبارة «نصف زائدة» بنفسها فتعمل كلمة «نصف» عمل لاصقة. ويظهر ذلك تارة من إلصاق الكلمات المنفصلة خطا نحو «ماصدق [ما صدق]» وتارة من إلصاق حروف بها نحو «الغير محدود [غير المحدود]» وهي عبارات فيها لحن.